# Eleccions legislatives franceses de 1986
Les eleccions legislatives franceses de 1986 es van celebrar el 16 de març de 1986. Foren les primeres eleccions on es votarà per escrutini proporcional (llistes departamentals) i on, per primer cop a França, es produí una cohabitació, ja que el president era socialista i la majoria de l'Assemblea Nacional era en mans de la dreta.

## Resultats
|  | Partit Socialista                              | 8 693 939  | 31,02 | -6,50  | 206 | 35,7 | - 22,3 |  |  |  |  |  |
|  | Unió RPR-UDF                                   | 6 008 612  | 21,44 | -      | 147 | 25,5 | -      |  |  |  |  |  |
|  | Reagrupament per la República                  | 3 143 224  | 11,22 | -      | 76  | 13,2 | -      |  |  |  |  |  |
|  | Partit Comunista Francès                       | 2 739 925  | 09,78 | -6,39  | 35  | 06,1 | - 2,9  |  |  |  |  |  |
|  | Front Nacional                                 | 2 703 442  | 09,65 | +9,47  | 35  | 06,1 | +6,1   |  |  |  |  |  |
|  | Unió per a la Democràcia Francesa              | 2 330 167  | 08,31 | -      | 53  | 09,2 | -      |  |  |  |  |  |
|  | Divers droite                                  | 1 083 711  | 03,87 | +1,07  | 14  | 02,4 | +1,2   |  |  |  |  |  |
|  | Extrema esquerra                               | 430 352    | 01,54 | +2,21  | 0   | 00,0 | +/-0   |  |  |  |  |  |
|  | Ecologistes                                    | 340 109    | 01,21 | +0,13  | 0   | 00,0 | +/-0   |  |  |  |  |  |
|  | Divers gauche                                  | 301 063    | 01,07 | +0,34  | 5   | 00,9 | - 0,3  |  |  |  |  |  |
|  | Moviment dels Radicals d'Esquerra              | 107 769    | 00,38 | ?      | 2   | 00,3 | ?      |  |  |  |  |  |
|  | Divers extrema dreta                           | 57 432     | 00,20 | +0,02  | 0   | 00,0 | +/-0   |  |  |  |  |  |
|  | UNG (Aimé Césaire, Martinica)                  | 56 044     | 00,20 |        | 0   | 00,0 | +/-0   |  |  |  |  |  |
|  | Regionalistes, autonomistes i independentistes | 28 379     | 00,10 | ?      | 0   | 00,0 | +/-0   |  |  |  |  |  |
|  |                                                |            |       |        |     |      |        |  |  |  |  |  |
|  | Total inscrits                                 | 37 562 173 | 100   | -      |     |      |        |  |  |  |  |  |
|  | Vots blancs o nuls                             | 1 275 684  | 04,35 | +2,91  |     |      |        |  |  |  |  |  |
|  | Abstención                                     | 7 878 658  | 21,50 | - 8,15 |     |      |        |  |  |  |  |  |
|  | Total escrutats                                | 28 024 168 | 74,60 | ?      |     |      |        |  |  |  |  |  |

Portat per la «vague rose», el nou president socialista François Mitterrand va obtenir una majoria aclaparadora (58% dels escons són ocupats per membres del Partit Socialista), però el PCF perd la meitat dels seus diputats. Es formarà un govern de coalició de socialistes, comunistes i radicals dirigit pel primer ministre Pierre Mauroy.

## Composició de l'Assemblea nacional
| Grup        | Membres | Afiliats | Total | %     |
| ----------- | ------- | -------- | ----- | ----- |
| Socialista  | 196     | 16       | 212   | 36,74 |
| RPR         | 147     | 8        | 155   | 26,86 |
| UDF         | 114     | 17       | 131   | 22,70 |
| Comunista   | 32      | 3        | 35    | 06,07 |
| FN          | 32      | 3        | 35    | 06,07 |
| No inscrits | 9       | -        | 9     | 01,56 |
| Total       | 533     | 44       | 577   | 100,0 |

## Diputats per laCatalunya del Nord
- 1a Circumscripció – Claude Barate (RPR)
- 2a Circumscripció – Renée Soum (Partit Socialista)
- 3a Circumscripció – Jacques Farran (RPR)
- 4a Circumscripció – Pierre Sergent (Front Nacional)